# Kenyavelleda jirouxi
Kenyavelleda jirouxi – gatunek chrząszcza z rodziny kózkowatych i podrodziny zgrzypikowych. Jedyny przedstawiciel rodzaju Kenyavelleda.

## Zasięg występowania
Gatunek ten występuje w Afryce Wschodniej, notowany w Kenii.